# Michel Deville
Michel Deville (* 13. April 1931 in Boulogne-Billancourt, Hauts-de-Seine; † 16. Februar 2023 ebenda) war ein französischer Filmregisseur und Drehbuchautor. Sein Filmschaffen umfasst einen Zeitraum von mehr als 50 Jahren.

## Werk
Deville studierte zunächst Literatur an der Sorbonne und wandte sich dann dem Film zu. Er begann seine Karriere als Assistent von Henri Decaë und war an einem Dutzend seiner Filme beteiligt, bevor er selbst als Regisseur tätig wurde. Zu Beginn seiner Karriere galt Deville als „eine der großen Hoffnungen des französischen Unterhaltungsfilms. Mit zunehmender Finanzausstattung verloren seine Filme jedoch ihren Esprit.“
Deville arbeitete bei zwölf Filmen eng mit der Filmeditorin und späteren Drehbuchautorin Nina Companéez zusammen. Er heiratete die Filmproduzentin Rosalinde Damamme, die auch an mehreren seiner Filme beteiligt war.

## Auszeichnungen
In den Jahren 1979 und 1986 wurde Michel Deville mit einem César für das beste Drehbuch ausgezeichnet – 1979 (gemeinsam mit Gilles Perrault) für Le Dossier 51, 1986 für Gefahr im Verzug. In den Jahren 1989 und 2000 war er jeweils in der César-Kategorie „Beste Regie“ nominiert. Im Jahr 1998 wurde er für das Spielfilmdrama Tagebuch eines Landarztes mit der Silbernen Muschel des Filmfestivals von San Sebastián geehrt. Das Syndicat Français de la Critique de Cinéma et des Films de Télévision zeichnete insgesamt drei seiner Werke in der Kategorie „bester französischer Film“ aus. Zu seinen bekanntesten Filmen zählen außerdem Die Vorleserin und Das wilde Schaf.

## Filmografie (Auswahl)
- 1958: Eine Kugel im Lauf (Une balle dans le canon)
- 1961: Das Spiel der Lüge (Adorable menteuse)
- 1963: Alles wegen dieser Frauen (À cause, à cause d’une femme)
- 1963: Gangster, Gold und flotte Mädchen (L’appartement des filles)
- 1964: Lucky Jo
- 1966: Der Dieb der Mona Lisa (Il ladro della Gioconda)
- 1966: General Fiaskone (Martin Soldat)
- 1967: Zärtliche Haie (Tendres requins)
- 1968: Benjamin – Aus dem Tagebuch einer männlichen Jungfrau (Benjamin ou Les mémoires d’un puceau)
- 1969: Der Bär und die Puppe (L’ours et la poupée)
- 1971: Raphael, der Wüstling (Raphaël ou le debauche)
- 1973: Die unbekannte Schöne (La femme en bleu)
- 1974: Das wilde Schaf (Le mouton enragé)
- 1977: Auch Betrügen will gelernt sein (L’apprenti salaud)
- 1978: Ohne Datenschutz (Le dossier 51)
- 1980: Reise in die Zärtlichkeit (Le voyage en douce)
- 1981: Stille Wasser (Eaux profondes)
- 1983: Die kleine Bande (La petite bande)
- 1985: Gefahr im Verzug (Péril en la demeure)
- 1986: Der Tölpel (Le paltoquet)
- 1988: Die Vorleserin (La lectrice)
- 1990: Eine Sommernacht in der Stadt (Nuit d’été en ville)
- 1992: Sweetheart (Toutes peines confondues)
- 1994: Die kleinen Freuden des Lebens (Aux petits bonheurs)
- 1997: Die Jagd nach dem tanzenden Gott (La divine poursuite)
- 1999: Tagebuch eines Landarztes (La maladie de Sachs)
- 2002: Un monde presque paisible
- 2005: Un fil à la patte